# Cordylanthus pilosus
Cordylanthus pilosus är en snyltrotsväxtart som beskrevs av Samuel Frederick Gray. Cordylanthus pilosus ingår i släktet Cordylanthus och familjen snyltrotsväxter.

## Underarter
Arten delas in i följande underarter:
- C. p. hansenii
- C. p. pilosus
- C. p. trifidus